# Arthoniaceae

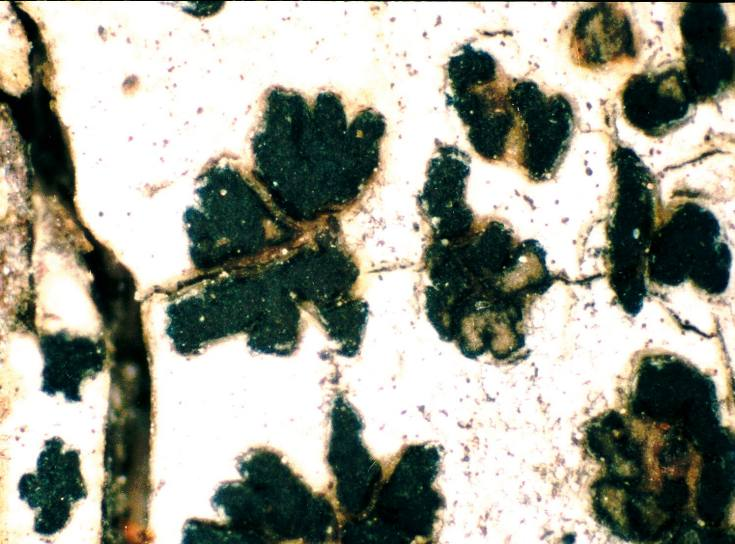
Espécime herborizada de Arthonia radiata (aumentado 40x) mostrando agregados irregulares de ascomata (a base é um pedaço de ritidoma de Quercus rubra.

Arthoniaceae é uma família de fungos liquenizados pertencentes à ordem dos Arthoniales. As espécies integradas nesta família apresentam uma distribuição natural alargada, mas com a sus máxima diversidade nas regiões tropicais.

## Descrição
Os membros desta família apresentam uma ecologia variada, incluindo algumas espécies liquenícolas (isto é, que crescem sobre outros líquenes), mas com as maioria a crescer sobre a casca de árvores e sobre rochas. A maioria das espécies é uma associação entre o fungo e algas verdes, o que lhes confere uma coloração esverdeada.
A família foi proposta por Heinrich Gottlieb Ludwig Reichenbach em 1841.